# アリアドネの冠
『アリアドネの冠』（アリアドネのかんむり）は、島崎麻里による漫画作品。『ウルトラジャンプ』（集英社）2015年4月号より連載、2017年11月号にて完結。

## ストーリー
ルネサンス期の1466年、イタリアフィレンツェの銀行家であるメディチ家の長男として生まれたロレンツォは、ふとした事からロマの少女スティラと知り合う事になる。

## 登場人物

### 主要人物
ロレンツォ・デ・メディチ
本作の主人公。銀行家・メディチ家の長男。17歳。
スティラ
本作のヒロイン。金髪に碧眼、色白の肌をしたロマの少女。天真爛漫な性格。
ロマとして暮らしていたが、メディチ家から招待状が届くと実の父親の確認・実母の遺したロケットに入っていた絵を探すため、メディチ家に行く事を決意、ロレンツォの花嫁候補として迎えられた。

### メディチ家
ルクレツィア・トルナブオーニ
ロレンツォの母。病弱な現当主である夫に代わり家政を担う。実年齢に比べ若々しい風貌をしている。
短命なメディチ家の血を強い物にするため、及びスティラに対して何か確かめる事があり、3か月という期限を設けるが彼女を花嫁候補として迎えた。
ジュリアーノ・デ・メディチ
ロレンツォの弟。性格は人見知り。
マルシリアス・フィチーノ
ロレンツォの家庭教師。
ピエロ・ディ・コジモ・デ・メディチ
メディチ家の現当主。痛風病みのため病弱。空の額縁のある部屋で療養している。部屋を訪れたスティラのロレンツォについての話を楽しそうに聞いていた。
コジモ・デ・メディチ
ロレンツォの祖父。故人。メディチ家を繁栄させた。
マリア
ピエロの長女。ロレンツォの姉。黒髪。
ビアンカ
ピエロの次女。
ナンニーナ
ピエロの三女。
カルロ・デ・メディチ
ロレンツォの叔父。プラトン・アカデミーの臨時講師となる。褐色の肌をしている。スティラの母・リディアは元許嫁であった。

### ロマ
ソル
スティラに同行しメディチ家に使用人となる。ロレンツォの詩集を盗んだ事もある。
デージェ
スティラやソルの母親代わり。行きずりのスティラの母を助けた。メディチ家から招待状が届くとスティラにロケットに入っていた絵を探す事・招待を拒否した場合今後の生活が難しくなる事を伝え、メディチ家に送り出した。
サリ
カルロの親友であった画家。画家として名はウッチェロ。『バッカスとアリアドネ』の作者。リディアと駆け落ちした。

### その他
リベルト

ダニオ

レオナルド・ダ・ヴィンチ
ヴィンチ村出身の芸術家。14歳。ある絵に興味を持ちメディチ家を訪れる。
リディア・ガローネ
貴族家出身のスティラの実母。元はカルロの許嫁だったがサリに惚れ、14年前の冬に自邸に火を放ち駆け落ちした。身重の体で彷徨っていたところをデージェに助けられたが、スティラを生んだすぐに亡くなった。ある絵の切れ端を入れたロケットを持っていた。
キッカ
アカデミーの生徒。食材屋「十日亭」の娘。
リズ
プラトン・アカデミーの生徒。メディチ家との繋がりを求める下級貴族の父の命で通っている。ダ・ヴィンチとボッティチェリのクロッキー対決のモデルとなった。
サンドロ・ボッティチェリ
リッピ工房の弟子。芸術の解釈を巡り頻繁にダ・ヴィンチと口論する。

## 書誌情報
- 島崎麻里 『アリアドネの冠』 集英社〈ヤングジャンプ・コミックス・ウルトラ〉、全3巻
  1. 2016年11月23日発行（11月18日発売[集 1]）、ISBN 978-4-08-890279-1
  2. 2017年5月24日発行（5月19日発売[集 2]）、ISBN 978-4-08-890681-2
  3. 2017年12月24日発行（12月19日発売[集 3]）、ISBN 978-4-08-890838-0